# Çayırpınar, Çankırı
Çayırpınar là một xã thuộc thành phố Çankırı, tỉnh Çankırı, Thổ Nhĩ Kỳ. Dân số thời điểm năm 2010 là 60 người.